# Rudna (gmina)
Pour les articles homonymes, voir Rudna.
Rudna est une gmina rurale du powiat de Lubin, Basse-Silésie, dans le sud-ouest de la Pologne. Son siège est le village de Rudna, qui se situe environ 14 km au nord de Lubin et 69 km au nord-ouest de la capitale régionale Wrocław.
La gmina couvre une superficie de 216,6 km2 pour une population de 7 151 habitants.

## Géographie
La gmina est bordée par les gminy de Gręboszów, Koszyce, Opatowiec, Radłów, Szczurowa, Wojnicz et Żabno.
La gmina contient les villages de Brodów, Brodowice, Bytków, Chełm, Chobienia, Ciechłowice, Gawronki, Gawrony, Górzyn, Gwizdanów, Juszowice, Kębłów, Kliszów, Koźlice, Miłogoszcz, Mleczno, Naroczyce, Nieszczyce, Olszany, Orsk, Radomiłów, Radoszyce, Rudna, Rudna-Leśna, Rynarcice, Stara Rudna, Studzionki, Toszowice, Wądroże et Wysokie.